# Електронний імплантат
Електро́нні імпланта́ти (лат. «im» — в та лат. «plantatio» — садіння, пересадка) — електронні пристрої, вживлені у тіло біологічної істоти (людини, тварини).

## Історія
Перші імплантати почали використовуватись ще на початку 20 століття. Дві світові війни активізували розвиток медицини, а винайдення полімерів дозволило виготовляти штучні кості та суглоби, що за властивостями своїми не набагато поступаються справжнім.
В 1956 році радянськими вченими в Центральному науково-дослідному інституті протезування і протезобудування Міністерства соціального забезпечення СРСР був створений макетний зразок «біоелектричної руки» — протеза, що керувався за допомогою біострумів м'язів кукси. Цей прилад уперше демонструвалося в радянському павільйоні на Всесвітній виставці в Брюсселі [І4].
В шістдесятих роках дослідники Шпиталю загальної хірургії при Массачусетському університеті пробували лікувати епілепсію так: в мозок вживлялись електроди, що нагріваючись припалювали мозкові тканини в тих ділянках, які спричиняють епілептичні напади. Результати виявились досить обнадійливими, проте не настільки, щоб продовжувати досліди.
В сімдесятих почали імплантувати у внутрішнє вухо штучного равлика людям з серйозними порушеннями слуху.
Ще 1964 року Національним інститутом здоров'я США за ініціативою Майкла Де-Бейкі (за його участі були створені байпас-канали — штучні артерії системи кровообігу, імплантовані в обхід уражених) заснована програма розробок, що стосуються штучного серця. Перший пацієнт, Барні Кларк (Barney Clark), котрому 1982 року в Університеті штату Юта, в віці 61 року, замінили хворе серце апаратом Jarvik-7, прожив 112 днів.
Відомо, що щорічно у світі проводиться близько 600000 операцій по вживленню імплантатів, що стимулюють роботу серця. Надалі кожні 5-10 років повинні проводитися додаткові операції для заміни батарей живлення. Крім того, пацієнти повинні уникати сильного магнітного поля, наприклад детекторів металу і деяких медичних сканерів.
Дотепер застосовується до людей хворих на алкоголізм так зване «підшивання»: вживлення в тіло ампули-імплантату.
Незмінним попитом користуються, особливо в жіночої частини людства, та особливо у високорозвинутих країнах, силіконові імплантати для збільшення об'єму молочних залоз, сідниць, губ тощо.
Проте всі ці приклади мають дещо спільне: механічний, хімічний або електричний імплантат є простим, нездатним до будь-яких інтерактивних дій по відношенню до організму людини чи до навколишнього середовища. В наступному розділі розглядаються найвагоміші досягнення, пов'язані з електронними імплантатами, які є вже у певній мірі інтерактивними, а подекуди й інтелектуальними.
Теджал Десай (Tejal Desai) з Чиказького університету штату Іллінойс розробила капсулу, що містить клітини, що виробляють інсулін. Пори в поверхні капсули мають розмір всього 7 нанометрів. Тому вони пропускають інсулін назовні, але перешкоджають проникненню усередину капсули антитіл, вироблюваних імунною системою для боротьби з клітинами-трансплантантами. У складі капсул також 100-мікрометрові мікросхеми для транспортування ліків.
В інституті Росліна створено силіконовий мікрочип розміром 2 міліметри, напханий ліками. Пристрій, який можна проковтнути або вшити під шкіру, запрограмовано випускати потрібні порції ліків у визначений час. Мікрочип може мати 34 резервуари, що містять 25 нанолітрів різних речовин у рідкому і желеподібному стані. Поки ж цей чип планують використовувати для знеболювання ракових хворих, та контролю рівня глюкози в крові діабетиків.
Джеймс Ауґер (James Auger) та Джиммі Луазо (Jimmy Loizeau) розробили мікросхему радіоприймального блоку що встановлюється під зубну пломбу. Радіоприймач можна підключити до мобільного телефону, за допомогою інтерфейсу Bluetooth, після чого абсолютно непомітно для навколишніх прослухувати повідомлення і навіть говорити самому.
Кохлеарна імплантація може повернути пацієнтові слух навіть у найзапущенніших випадках, а також може допомогти немовлятам з вродженою глухотою: електронний пристрій сприймає звук, кодує його за допомогою звукового процесора і передає електричні імпульси на слуховий нерв за допомогою гнучких багатоканальних електродів, вживлених у равлика внутрішнього вуха. Існує навіть можливість прямого підключення до телевізора або аудіосистеми для поліпшення якості переданого звуку. На теперішній момент у світі проведено близько 30000 кохлеарних імплантацій.
На сьогоднішній день розроблено велику кількість систем штучного зору, а також проведено кількадесят вдалих операцій імплантації цих систем (деякі з них навіть під місцевою анестезією).
В грудні 2002 року (дослідження велись з 1996 року) було проведено операцію, внаслідок якої 39-річний Марк Мержер знову отримав здатність ходити. Йому було вживлено в нерви та м'язи ніг 15 електродів, з'єднаних з процесором у черевній порожнині. В перспективі він керуватиме своєю ходою за допомогою кнопок на милицях, що служитимуть пультом дистанційного керування.
Електроди, вживлені в мозок, допомагають пацієнтам позбутися дуже сильного болю.
Філіп Кеннеді та Рой Бакей з університету Еморі (Emory University), що в Атланті, імплантували мікросхему в мозок паралізованого 52-річного Джона Реея, що завдяки цьому одержав можливість спілкуватися і керувати навколишніми приладами безпосередньо мозком. Використовувались синтезовані речовини, що викликають обростання нервовими тканинами контактів мікросхеми. Імплантати подібного роду вже зараз використовуються для боротьби з хворобою Паркінсона, епілепсією, склерозом, нервовим тіком та неврозами [І1, 4, 9, 16, 40].
Вчені університету Південної Каліфорнії в Лос-Анджелесі на чолі з Теодором Берґером (Theodore Berger) мають намір провести випробовування силіконового чипа, що виконує роль штучного гіпокампуса (відділу мозку, який обробляє відомості, отримані з людського досвіду, таким чином, що їх можна зберігати у виді спогадів).
19 грудня 2001 року компанією ADS (Applied Digital Solutions) був уперше представлений чип-імплантат VeriChip. Розміром 12 ´ Æ2.1 мм, заснований на технології RFID (Radio Frequency IDentification), він може містити до шести рядків інформації — медичної, або будь-якої іншої. Модифікована версія чипа з вбудованою GPS (Global Positioning System), на думку виробників, допоможе при пошуках викрадених людей. Чип зможе імплантувати будь-який лікар під місцевою анестезією за допомогою спеціального приладу, причому на місце уживлення не потрібно накладати швів. ADS також розробила лінійку приладів (деякі з них — імплантати) під назвою «Цифровий Ангел» (Digital Angel). 17 липня 2003 року ADS почала «чипізацію» Мексики: через рік 10000 жителів цієї країни носитимуть у своєму тілі імплантати, а в 70% лікарень з'являться пристрої, що зчитують з чипів інформацію.
У 2016 році вперше вдалося за допомогою вживленого мікрочипу у мозок людини з травмою хребта відновити рух кінцівки. Пацієнт в результаті невдалого пірнання мав зламану шию і міг рухати лише плечима та трохи одним ліктем. В результаті функціональної МРТ вдалося встановити які ділянки моторної кори активуються тоді, коли пацієнт намагався повторити рухи верхніх кінцівок. У ці ділянки було імплантовано мікрочип, який може вловити сигнал нейронної активності, коли даний пацієнт хоче рухати рукою. Сигнал від мікрочипу направляється до комп'ютеру, який відсилає сигнали до спеціального браслету на руці пацієнта. Браслет вже передає сигнал про рух. В результаті, пацієнт може виконувати досить складні рухи руки, пальців і може підняти стакан води чи грати на комп'ютерній моделі гітари

## Застосування
Галузями застосування чи пріоритетними шляхами використання електронних імплантатів є:
- медицина, охорона здоров'я
- аутентифікація, грошові розрахунки
- комунікації, доступу до інформації
- армії, спецслужб
- самовираження, мистецтва.

## Проблеми та обмеження щодо застосування імплантатів
На шляху розвитку електронних імплантатів існує ряд проблем:
- фізіо- та технологічні:
- біологічна сумісність (у 2 — 3% людей на місці імплантації виникає хронічна інфекція, лікування якої вимагає застосування потужних антибіотиків);
- самовідновлення імплантата в разі ушкодження (наразі в таких випадках вимагається оперативне втручання);
- джерела живлення (вже створено прототипи елементів живлення, що використовують глюкозу, яка міститься в крові, проте поки що вони малоефективні) [П1, І10];
- розміри імплантата;
- обмін інформацією з організмом носія імплантата (деякою мірою освоєно під'єднання до нервової системи, використання гормонів поки що не досліджувалось);
- реалізація та стандартизація інтерфейсів обміну інформацією з зовнішніми пристроями та з іншими імплантатами;
- екранування імплантата від небажаної дії ззовні (скажімо, електромагнітних полів та іонізуючих випромінювань, а для найрозвинутіших імплантатів — і від хакерських атак);
- психологічні та соціальні:
- юридичні (деякі з розглянутих технологій, зокрема поєднання RFID та GPS робить можливим тотальний контроль за людьми і порушення приватності всупереч правам людини);
- моральні [І24];
- релігійні (у заявах деяких ортодоксальних релігійних сект імплантати іменуються «міткою сатани»);
- ксено- та технофобії, неприйняття нового (вже зараз у ряді високорозвинених країн активно діє «Рух проти Біотехнологій» (англ. Anti-biotech Movement).